# محسن خبز
محسن خبز (بالإنجليزية: bread improver)‏.

## وصف المنتج
عبارة عن خليط ناعم مزود بمواد مؤكسدة وإنزيمات ومستحلبات وفيتامينات وبعض المواد التي تعمل على ثبات العجين وتقوية الشبكة الجلوتينية للدقيق ومواد تعطى طراوة للعجين (صلاحية أطول).